# Chiesa di San Giovanni Battista (Cutrofiano)
La chiesa di San Giovanni Battista è una chiesa ubicata a Cutrofiano, nei pressi della località di San Giovanni Piscopo.

## Storia e descrizione
La chiesa venne edificata nel XVII secolo sul luogo in cui era precedentemente presente un'altra chiesa, crollata nel 1607.
La chiesa, posta a circa un chilometro di distanza dal centro di Cutrofiano, nella località di San Giovanni Piscopo, ha l'aspetto tipico di un'edicola votiva: un arco funge da ingresso ed è sormontato un accennato timpano sul quale è posta una croce in ferro. L'interno è a pianta quadrata e camera unica: sulla parte di fondo, caratterizzata da due aperture ovali, è posto l'affresco raffigurante San Giovanni Battista, risalente al XVII secolo. Nei pressi della chiesa si trova l'omonima cripta, un frantoio ipogeo, una cisterna e una necropoli medievale.